# さらば碧き面影
「さらば碧き面影」（さらばあおきおもかげ）は、2006年2月8日にリリースされた、日本のロックバンド、ロードオブメジャーのメジャー5枚目、通算8枚目のシングルである。

## 概要
- 初回版と通常版があり違いは、ジャケットのみ。初回版のジャケットは『MAJOR』の作者満田拓也がロードオブメジャーのメンバーを書き下ろしたものとなっている。
- PVは2ndアルバム『ROAD OF MAJOR II』に封入されていた「あなたもプロモーションビデオに出演できちゃう券」にて当選した女の子が出演。さらに特別ゲストとして桂小枝も出演している[1]。
  - 「さらば碧き面影」のPVはライブDVD『あっぱれ!秋っ晴れナイト2005』には「Short ver.」、PV集「GOLDEN ROAD FILMS」には「LONG ver.」として収録されている。
- 「さらば碧き面影」はベストアルバム『GOLDEN ROAD 〜BEST〜』に収録されている。

## 収録曲
全編曲：ロードオブメジャー
1. さらば碧き面影
作詞・作曲：北川賢一
  - テレビアニメ『MAJOR 2ndシリーズ』オープニング主題歌。「心絵」に引き続き2度目の起用となった。
2. Sunny Road March
作詞：北川賢一、Roy、Giant／作曲：北川賢一
3. ARI AND NAI 2006
作詞・作曲：ロードオブメジャー
4. 偶然という名の必然（あっぱれ!秋っ晴れナイトっ!!2005 LIVE VERSION）
作詞・作曲：北川賢一